# Alessio Di Chirico
Alessio Di Chirico (Roma, 12 dicembre 1989) è un ex artista marziale misto ed ex giocatore di football americano italiano.
Ha combattuto per la federazione statunitense Ultimate Fighting Championship nella categoria pesi medi, diventando il terzo italiano di sempre a competere nell’organizzazione dopo Alessio Sakara ed Ivan Serati.
Nel 2017, dopo l'esperienza negli Stati Uniti, fonda  il Gloria - Fight Center, uno dei punti di riferimento per le arti marziali miste italiane, dove prosegue il suo percorso professionale come allenatore.
Oltre all'attività di coach, ricopre il ruolo di commentatore tecnico per gli eventi UFC trasmessi su Discovery+/Eurosport.

## Caratteristiche tecniche
Di Chirico era un lottatore completo, efficace sia nella lotta a piedi che in quella a terra. I suoi principali punti di forza erano l'abilità nelle prese e un ottimo striking.

## Carriera nelle arti marziali miste

### Gli inizi
Durante la sua adolescenza coltiva un interesse per il football americano
e tra il 2008 ed il 2011 gioca come linebacker nei Grizzlies Roma. A 19 anni, su consiglio dell'amico Giovanni Pinelli, inizia al contempo a praticare la disciplina delle MMA. Seppur intenzionato solamente a perdere peso, incomincia ad allenarsi su base regolare ed a nutrire una passione sempre maggiore per questo sport da combattimento. Di Chirico decide più tardi di abbandonare la carriera nel football americano per concentrarsi su quella delle MMA e successivamente è invitato ad entrare nella palestra Hung Mun Studio di Roma, gestita da Fabio Ciolli e Riccardo Carfagna e considerata una delle principali della capitale.
Frequenta quindi l'Università degli Studi di Roma Foro Italico, dove studia scienze motorie e sportive.
Con la Nazionale Italiana FIGMMA raggiunge i seguenti risultati agonistici: 1º classificato al primo Campionato Mondiale IMMAF di MMA a Las Vegas nel 2014 (in occasione del Fan Expo della promozione UFC), 2º classificato al Campionato Europeo FILA di MMA in Ungheria nel 2013, 2º classificato al Campionato Mondiale FILA di MMA in Canada nel 2013, 1º classificato al Campionato Italiano e alla Coppa Italia di MMA nel 2012, 2013 e 2014, 1º classificato al Trofeo Warrior nel 2011. La FIGMMA il 12 febbraio 2016 lo promuove per meriti agonistici Cintura Nera di MMA.
Alessio Di Chirico compie il suo debutto da professionista il 9 dicembre 2011, sconfiggendo per sottomissione il connazionale Mohamed Anoir all'evento Ronin FC 1 - The Genesis. Torna sul ring due mesi dopo, il 24 febbraio 2012, per affrontare l'egiziano Issa Saidi, imponendosi nuovamente via sottomissione al primo round. Il 23 marzo 2013 debutta per la promozione italiana Storm FC, sconfiggendo agevolmente Daniele D'angelo tramite KO tecnico alla prima ripresa.

### L'approdo in Europa orientale
Il 2015 vede l'atleta romano impegnato in tre incontri, disputatisi tutti in Europa orientale. Il 30 gennaio, all'evento PLMMA 47 - Wilanow della promozione polacca Professional League of MMA, affronta il combattente locale Adam Kowalski, imponendosi via KO tecnico al secondo round. Solamente due mesi dopo, il 19 marzo, viaggia in Repubblica Ceca per combattere nella promozione Caveam contro Andre Reinders. A seguito di un lungo e combattuto incontro, il romano trionferà via KO tecnico al terzo ed ultimo round. Il 7 novembre Di Chirico ritorna nuovamente in Polonia per l'evento FEN 9 - Go For It dell'organizzazione Fight Exclusive Night, ottenendo una vittoria ai punti sull'atleta locale Andrzej Grzebyk.

### Ultimate Fighting Championship
Nel gennaio 2016 viene selezionato da Joe Silva per entrare a far parte della federazione statunitense UFC, con la quale firma un contratto di quattro match. Debutta nella lega più importante il 10 aprile all'evento UFC Fight Night: Rothwell vs. dos Santos, tenutosi nella città di Zagabria, contro il serbo Bojan Veličković. A seguito di un match molto combattuto, Di Chirico subisce la sua prima sconfitta in carriera tramite decisione unanime con un doppio 29-28 ed un 30-27.
Di Chirico torna nell'ottagono quattro mesi dopo, il 27 agosto, in occasione di UFC on Fox: Maia vs. Condit, dove affronta il sudafricano Garreth McLellan. A seguito di un primo round prevalentemente di studio, il lottatore romano riuscirà ad imporre la maggiore abilità nella lotta in piedi con pesanti combinazioni che paiono mettere in difficoltà l'avversario, mentre McLellan si affiderà ai propri takedown. Alla fine di tre round accesi Di Chirico trionfa via decisione non unanime (29-28, 28-29, 29-28), centrando la sua prima vittoria in UFC.
Nel mese di novembre, in vista del suo prossimo incontro, Di Chirico si unisce alla rinomata squadra American Top Team. Il suo terzo match nell'ottagono si svolge il 28 gennaio 2017 a UFC on Fox: Shevchenko vs. Peña, contro il valido grappler ed esperto di sottomissioni Eric Spicely. Il match si risolve alla prima ripresa con la sconfitta del lottatore capitolino proprio via sottomissione.
Il 22 luglio 2017 Di Chirico doveva affrontare Rafael Natal a UFC on Fox: Weidman vs. Gastelum ma, un infortunio al collo nelle settimane precedenti l'incontro gli impedirono di onorare l'impegno. Allontanatosi dall'American Top Team per ragioni sconosciute torna in patria e fonda il suo nuovo team, il Gloria - Fight Center, assieme al suo amico ed imprenditore Riccardo Carfagna; il 16 dicembre 2017 combatte a UFC on Fox: Lawler vs. dos Anjos contro Oluwale Bamgbose, atleta esplosivo originario della Nigeria. Nonostante la tattica evasiva dell'avversario, l'italiano agguanta la vittoria alla seconda ripresa con un KO di ginocchio, che gli vale il riconoscimento di Performance of the Night.
Il 6 luglio 2018 affronta Julian Marquez, che aveva superato di quattro libbre il limite di peso di 186, a The Ultimate Fighter: Undefeated Finale in un incontro catchweight; Di Chirico vince tramite decisione non unanime.
Di Chirico doveva affrontare Jared Cannonier il 17 novembre 2018 all'UFC Fight Night: Magny vs. Ponzinibbio; tuttavia, viene annunciato che il 19 ottobre Cannonier avrebbe combattuto con David Branch a UFC 230 e Di Chirico venne escluso dall'evento. Successivamente, viene designato per incontrare Tom Breese il 17 marzo a UFC Fight Night: Till vs. Masvidal; Di Chirico si ritirò dal combattimento all'inizio di gennaio citando un infortunio inizialmente non divulgato ed un conseguente intervento chirurgico. Dopo un anno di lontananza dall'ottagono, il 22 giugno 2019 combatte contro Kevin Holland a UFC Fight Night: Moicano vs. Korean Zombie, perdendo l'incontro all'unanimità.
Il 28 settembre 2019 avrebbe dovuto affrontare Peter Sbotta a UFC Fight Night: Hermansson vs. Cannonier; a causa di un infortunio Sbotta fu sostituito dall'uzbeko Makhmud Muradov, al quale Di Chirico dovette abdicare nuovamente per decisione unanime dei giudici di gara.
Ad agosto 2020 Di Chirico affronta l'americano Zak Cummings, soccombendo nuovamente per decisione unanime alla lettura dei cartellini, e accumulando la terza sconfitta consecutiva.
Cinque mesi dopo, il 16 gennaio 2021, il fighter romano torna in azione contro Joaquin Buckley, in un match in cui si gioca la permanenza nell'organizzazione, vincendo via KO al primo round con uno spettacolare head-kick. Di Chirico si aggiudica la Performance of the Night e fa scalpore rifiutando l'intervista post match e dichiarando anche in conferenza stampa di non voler rispondere alle domande dei giornalisti. Lo stesso combattente italiano spiega, tramite questo gesto, di voler lanciare un messaggio: secondo Di Chirico, infatti, è ingiusto che UFC interpelli solo i fighter vincitori, senza dare possibilità di espressione anche a chi esce sconfitto dai match. Un pensiero maturato dopo le tre sconfitte consecutive, di cui almeno un paio contestate dal fighter romano, che non ha avuto modo di comunicare il suo disappunto e diverso punto di vista.
Dopo l'incontro accade anche un equivoco con Dana White, accorso negli spogliatoi per congratularsi con Di Chirico, che sul momento non riconosce il Presidente di UFC e lo tratta con distacco. Situazione chiarita subito dopo, e pubblicamente, dall'atleta italiano tramite un post su Instagram e attraverso il proprio manager.
Nello stesso 2021 era previsto che Di Chirico combattesse il 5 giugno contro il georgiano Roman Dolidze, ma un infortunio lo ha fermato ad un paio di settimane dall'incontro  posticipando il suo ritorno dell'ottagono al 28 Agosto contro il russo Aliaskhab Khizriev , al suo debutto in UFC e che ha conquistato un contratto con l'organizzazione partecipando alle Contender Series di Dana White.

## Risultati nelle arti marziali miste
| Risultato | Record | Avversario           | Metodo                                     | Evento                                     | Data              | Round | Tempo | Città                          | Note                                                     |
| --------- | ------ | -------------------- | ------------------------------------------ | ------------------------------------------ | ----------------- | ----- | ----- | ------------------------------ | -------------------------------------------------------- |
| Sconfitta | 13-7   | Roman Kopylov        | KO (pugni)                                 | UFC Fight Night : Gane vs. Tuivasa         | 3 settembre 2022  | 3     | 1:09  | Parigi, Francia                |                                                          |
| Sconfitta | 13-6   | Abdul Razak Alhassan | KO (calcio alla testa)                     | UFC on ESPN: Barboza vs. Chikadze          | 28 agosto 2021    | 1     | 0:17  | Las Vegas, Stati Uniti         |                                                          |
| Vittoria  | 13-5   | Joaquin Buckley      | KO (calcio alla testa)                     | UFC on ABC: Holloway vs. Kattar            | 16 gennaio 2021   | 1     | 2:12  | Abu Dhabi, Emirati Arabi Uniti | Performance of the Night                                 |
| Sconfitta | 12-5   | Zak Cummings         | Decisione (unanime)                        | UFC Fight Night: Smith vs. Rakić           | 29 agosto 2020    | 3     | 5:00  | Las Vegas, Stati Uniti         |                                                          |
| Sconfitta | 12-4   | Makhmud Muradov      | Decisione (unanime)                        | UFC Fight Night: Hermansson vs. Cannonier  | 28 settembre 2019 | 3     | 5:00  | Copenaghen, Danimarca          |                                                          |
| Sconfitta | 12-3   | Kevin Holland        | Decisione (unanime)                        | UFC Fight Night: Moicano vs. Korean Zombie | 22 giugno 2019    | 3     | 5:00  | Greenville, Stati Uniti        |                                                          |
| Vittoria  | 12-2   | Julian Marquez       | Decisione (non unanime)                    | The Ultimate Fighter: Undefeated Finale    | 6 luglio 2018     | 3     | 5:00  | Las Vegas, Stati Uniti         | Incontro catchweight (190 libbre); Marquez mancò il peso |
| Vittoria  | 11-2   | Oluwale Bamgbose     | KO (ginocchiata)                           | UFC on Fox: Lawler vs. dos Anjos           | 17 dicembre 2017  | 2     | 2:14  | Winnipeg, Canada               | Performance of the Night                                 |
| Sconfitta | 10-2   | Eric Spicely         | Sottomissione (strangolamento a triangolo) | UFC on Fox: Shevchenko vs. Peña            | 28 gennaio 2017   | 1     | 2:47  | Denver, Stati Uniti            |                                                          |
| Vittoria  | 10-1   | Garreth McLellan     | Decisione (non unanime)                    | UFC on Fox: Maia vs. Condit                | 27 agosto 2016    | 3     | 5:00  | Vancouver, Canada              |                                                          |
| Sconfitta | 9-1    | Bojan Veličković     | Decisione (unanime)                        | UFC Fight Night: Rothwell vs. dos Santos   | 10 aprile 2016    | 3     | 5:00  | Zagabria, Croazia              | Debutto in UFC                                           |
| Vittoria  | 9-0    | Andrzej Grzebyk      | Decisione (unanime)                        | FEN 9: Go for It                           | 7 novembre 2015   | 3     | 5:00  | Breslavia, Polonia             |                                                          |
| Vittoria  | 8-0    | André Reinders       | KO Tecnico (pugni)                         | Caveam: Bitva Roku 2015                    | 19 marzo 2015     | 3     | 5:00  | Praga, Repubblica Ceca         |                                                          |
| Vittoria  | 7-0    | Adam Kowalski        | KO Tecnico (pugni)                         | Professional League of MMA 47: Wilanow     | 30 gennaio 2015   | 3     | 2:23  | Varsavia, Polonia              | Debutto nei pesi medi                                    |
| Vittoria  | 6-0    | Giovanni Luciani     | Sottomissione (rear naked choke)           | Centurion Fighting Championship            | 21 giugno 2014    | 2     | 2:40  | Guidonia, Italia               |                                                          |
| Vittoria  | 5-0    | Cristian Magro       | KO Tecnico (pugni)                         | Storm Fighting Championship 5              | 12 ottobre 2013   | 1     | 4:15  | Roma, Italia                   |                                                          |
| Vittoria  | 4-0    | Oleg Medvedev        | Sottomissione (americana)                  | White Rex: Tana delle Tigri 1              | 31 maggio 2013    | 1     | 3:54  | Roma, Italia                   |                                                          |
| Vittoria  | 3-0    | Daniele D'Angelo     | KO Tecnico (pugni)                         | Storm Fighting Championship 3              | 23 marzo 2013     | 1     | 1:25  | Roma, Italia                   |                                                          |
| Vittoria  | 2-0    | Issa Saidi           | Sottomissione (rear naked choke)           | Ronin FC 2: Ronin Fighting Championships   | 24 febbraio 2012  | 1     | 2:48  | Roma, Italia                   |                                                          |
| Vittoria  | 1-0    | Mohamed Anoir        | Sottomissione (rear naked choke)           | Ronin FC 1: The Genesis                    | 9 dicembre 2011   | 1     | 2:55  | Roma, Italia                   | Debutto da professionista                                |

## Libri
- Sempre, ovunque, contro chiunque - Vita di un fighter di MMA, 66thand2nd, 16 maggio 2025, ISBN 978-8832974089.[17]